# Municipio de La Piedad
El municipio de La Piedad es uno de los 113 municipios en que se encuentra dividido el estado mexicano de Michoacán de Ocampo. Se encuentra al noroeste del estado, en los límites con Jalisco y Guanajuato. Su cabecera municipal es La Piedad de Cabadas. 
Encabeza la Zona Metropolitana Pénjamo-La Piedad, situada entre los estados mexicanos de Guanajuato y Michoacán, registrando una población de 261 450 habitantes según el conteo de 2020 del INEGI.

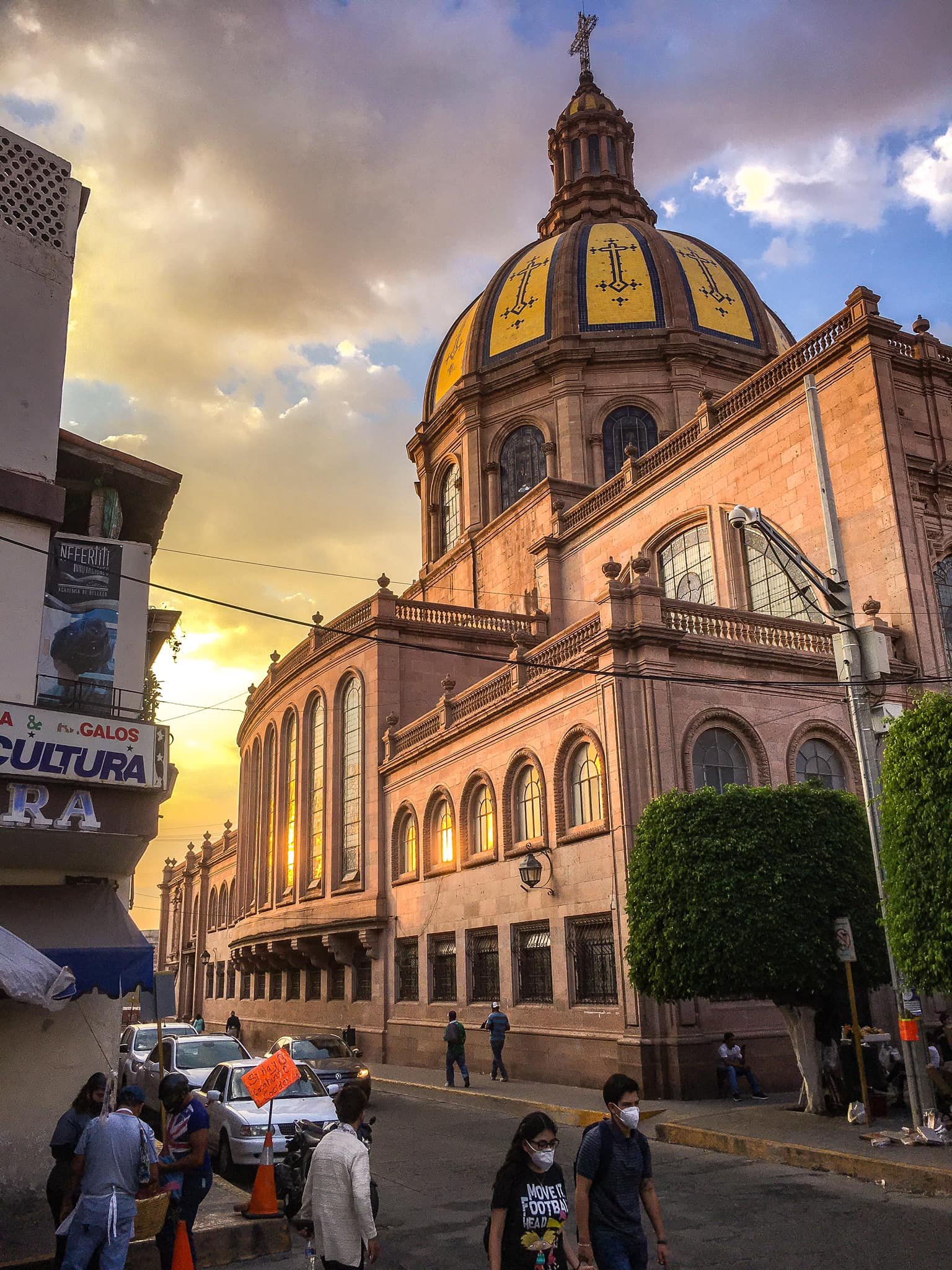
Santuario del Señor de La Piedad vista al atardecer.

## Geografía

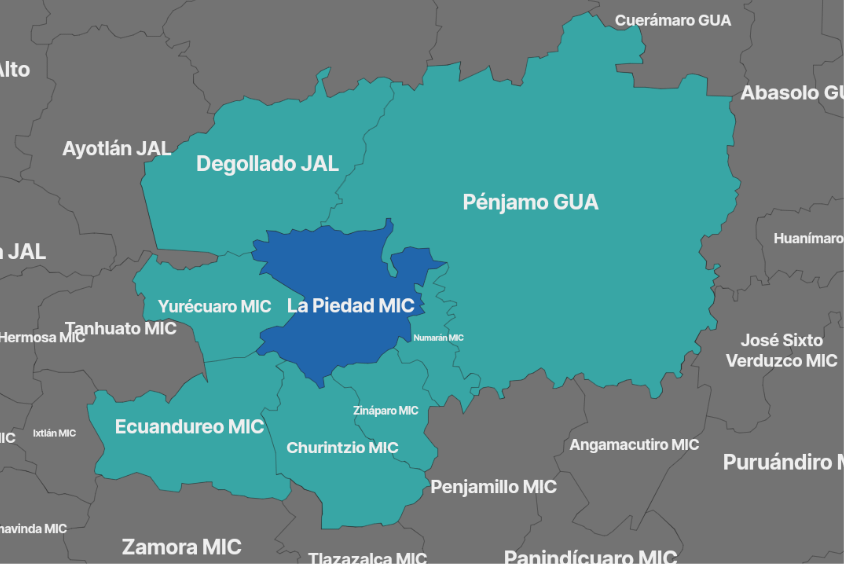
Municipio de La Piedad y sus límites.

El municipio tiene una extensión de 271 km². Tiene una temperatura media anual de 17 °C. Su clima es templado, con veranos calurosos y lluvias permanentes de junio a septiembre y una estación invernal no bien definida.

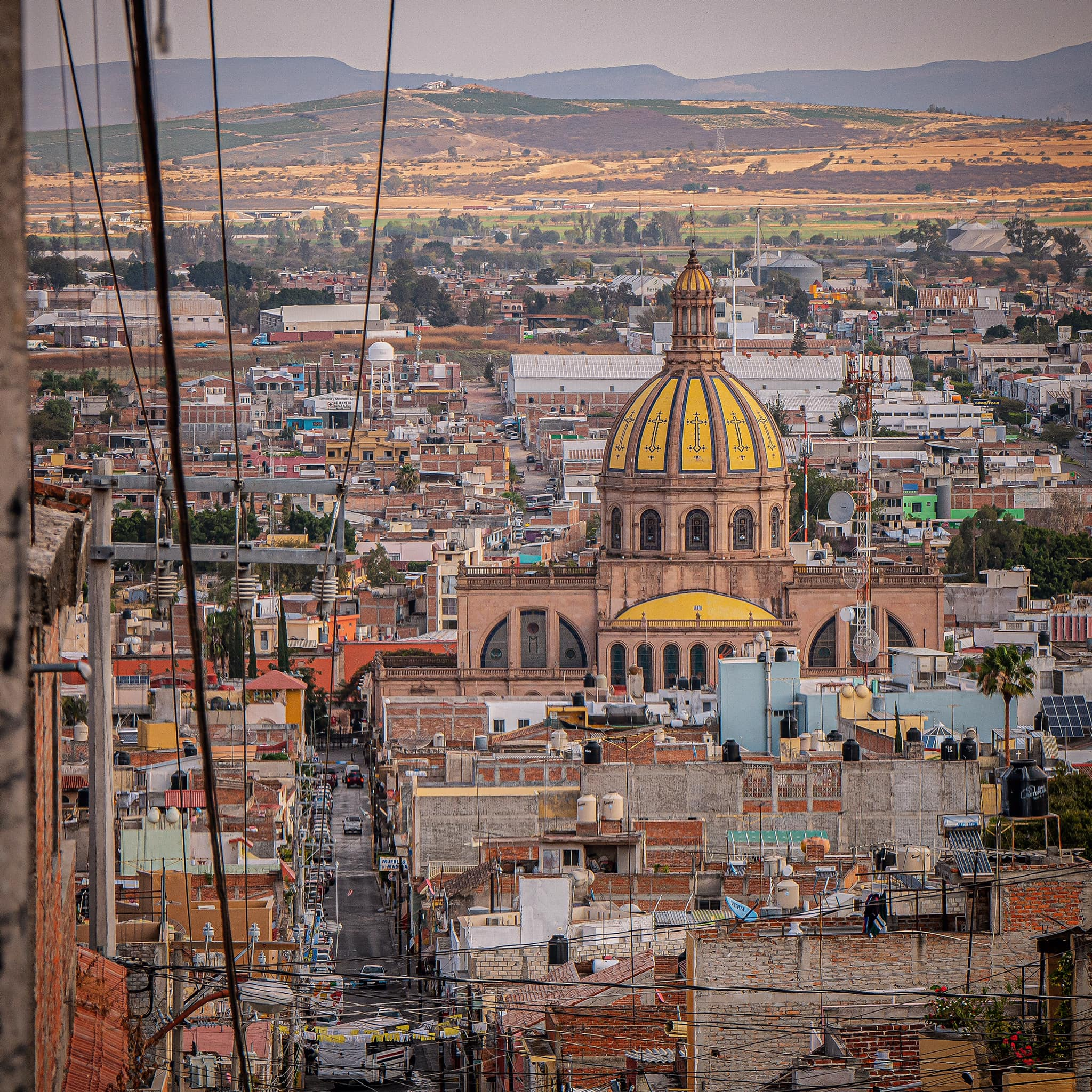
El centro de La Piedad con una vista hacia el horizonte, con la parroquia del Señor de La Piedad al frente vista desde arriba.

Limita al noroeste con el municipio de Degollado, Jalisco; al norte, con el municipio de Pénjamo, Guanajuato; al oriente, con el municipio de Numarán; al sur, con los municipios de Zináparo, Churintzio y Ecuandureo; y al occidente, con el municipio de Yurécuaro.

## Lugares de interés
Entre los sitios de interés se encuentran la plaza principal que alberga un magnífico kiosco de cantería, sus portales, y el Santuario del Señor de La Piedad. Además del puente Cavadas, construido también en piedra en el siglo XIX.
También son dignos de visita, el templo de San Francisco, el Santuario de Guadalupe y el templo de la Purísima Concepción, que es el más antiguo de la ciudad. Este Templo, en un inicio albergó al santo patrono, que en su momento fue San Sebastián. Data de finales del siglo XVII y corresponde al antiguo barrio viejo, hoy conocido como La Purísima. A un lado de este templo, actualmente se encuentra la Escuela de Artes, en un inmueble que por muchos años fue usado como hospital civil, sin embargo fue modificado para ser casa de artes, ante la creación del hospital regional.

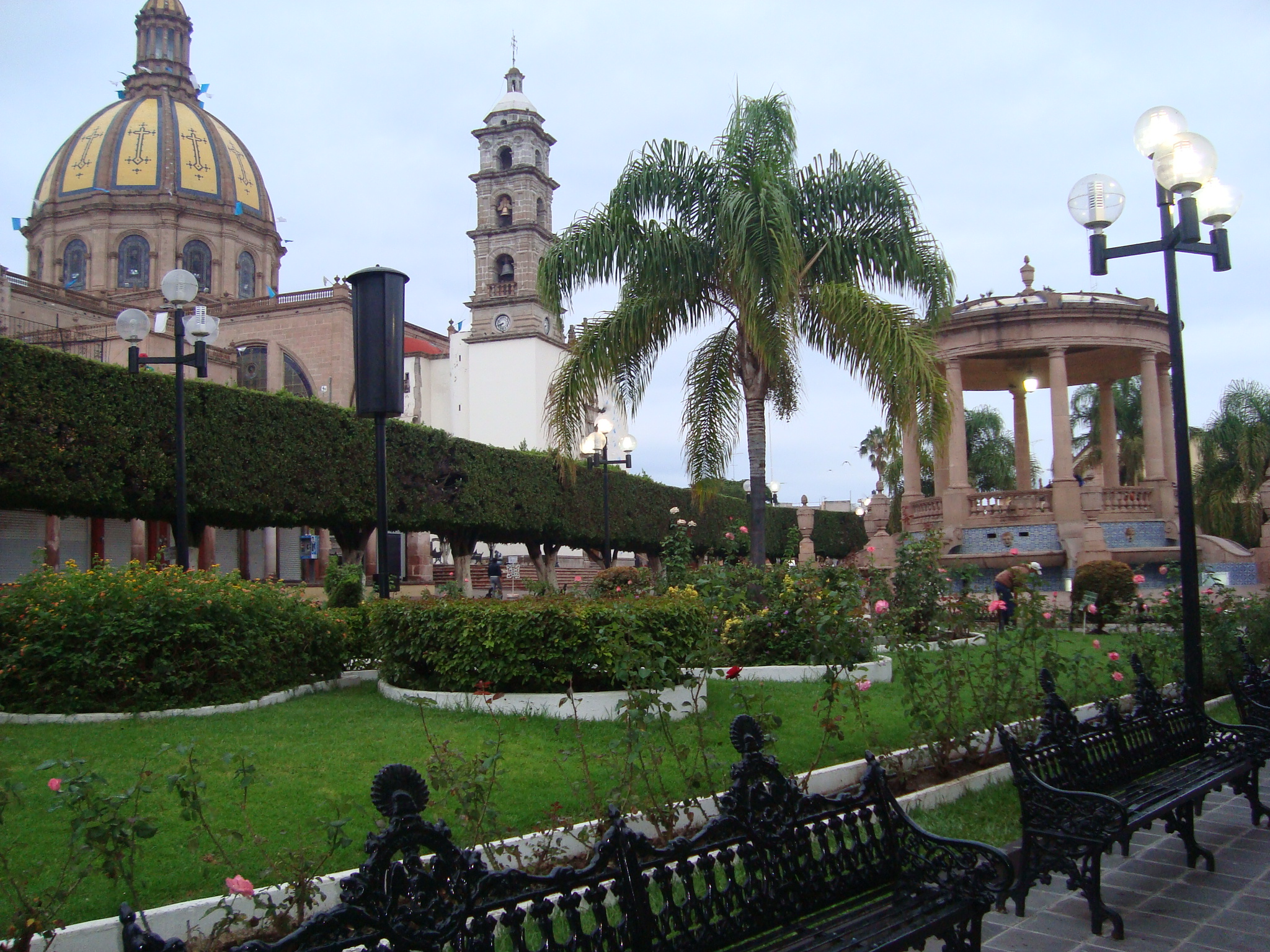
Plaza Principal y centro de La Piedad.

A 17 km se encuentra la cascada El Salto de unos 21 m de altura y 130 m de ancho, que se forma en el cauce del río Lerma. A una distancia similar se encuentra una reserva conocida como «Cerro Grande» que posee un bosque desde las faldas hasta la cima. 
Hay algunos parques urbanos como el parque Morelos el parque Lázaro Cárdenas, conocido entre los piedadenses como «La Placa» o el zoológico local. Dispone de todos los servicios turísticos. La ciudad es famosa por sus coloridos rebozos, tejidos en telar de pedales y empalmado a mano.
A aproximadamente 6 km se encuentra la zona arqueológica de Zaragoza, donde floreció la cultura de los chichimecas Guamares. Ahí se puede disfrutar de sus pirámides y juego de pelota.

## Historia
Según atestiguan piezas arqueológicas hubo asentamientos humanos en la zona desde épocas muy remotas. Tales vestigios han sido localizados principalmente en la hoy comunidad de Zaragoza y en otros puntos de la zona (Potrerillos, cerro del Muerto).
De acuerdo con las últimas investigaciones, en la época prehispánica, se dio un asentamiento purépecha, pueblo caracterizado por ser sedentario y agricultor.
No existe una fecha determinada a la que se le atribuya la fundación de la ciudad, sino que se promueve la versión en donde paulatinamente se fue constituyendo un núcleo de población en la localidad, con una mezcla racial y cultural.
Transcurría el Siglo XII de nuestra era, y durante su larga peregrinación los aztecas fundaron a lo largo del río Grande o Lerma el pueblo de Zula cuyo nombre significa ‘lugar de codornices’.[cita requerida]
En el año de 1380 las huestes de Tariácuri, rey de los purépechas, conquistaron el pueblo y le pusieron el nombre de Aramutaro que significa ‘lugar de cuevas’. Y un 20 de enero pero de 1530, día de San Sebastián, las tropas de don Antonio de Villarroel, lugarteniente de Nuño de Guzmán tomaron posesión del lugar, al que llamaron San Sebastián de Aramutarillo.
De 1530 a 1687, el pueblo de San Sebastián vivió en el total olvido quedando sometido a la esclavitud y a la ignorancia; pero existieron dos hechos históricos que hicieron cambiar el rumbo de aquella aldea de chozas abandonadas, uno de carácter político-jurídico y otro de carácter religioso.
El hecho religioso se refiere al hallazgo de un madero en forma de Cristo crucificado durante la Nochebuena del año de 1687 en la (Buena Huerta) Yurécuaro, al conocer el hallazgo, los pueblos aledaños solicitaron el traslado de dicha imagen a sus templos, tocándole en suerte en los tres sorteos realizados al pueblo más humilde, San Sebastián de Aramutarillo. A partir de este suceso, el crucifijo recibió el hombre de «Señor de La Piedad» en honor a los milagros atribuidos desde su hallazgo. El segundo hecho histórico que cambió el panorama de Aramutarillo, fue el traslado de las autoridades políticas y judiciales de Tlazazalca a Aramutarillo, hecho que provocó que se fuera avecindando algunos comerciantes, artesanos y gente de progreso, y es así como la formación del pueblo propiamente se realiza en 1692, siendo este año cuando Juan López de Aguirre pone el nombre de La Piedad al nuevo vecindario.
En 1748 se convirtió en sede parroquial, independiente de la de Tlazazalca de la que hasta ese momento formaba parte.
La Piedad se elevó a rango de municipio el 10 de diciembre de 1831, y por ley territorial el 27 de abril de 1861 se le denominó Villa de Rivas elevándola de categoría política. El 22 de noviembre de 1871 una vez más fue elevada a la categoría de ciudad, dándole el nombre de La Piedad de Cavadas, en honor a José María Cavadas y Dávalos, cura y benefactor del pueblo, quien vivió en esta ciudad del año de 1830 a 1835, y fue quien mandó construir entre 1832-1833 el importante puente sobre el río Lerma y que también lleva su nombre, siendo este un punto vital del nutrido movimiento mercantil y agrícola.
En 1839 se instaló la primera imprenta, propiedad de don Tiburcio Padrón. 
En junio de 1863, en forma pacífica el ejército de Napoleón III tomó la plaza del lugar. 
El 11 de febrero de 1865 se inauguró el templo de La Purísima reconstruido por el sr. cura Antonio de la Parra.
El 22 de febrero de 1875 se inauguró el servicio de telégrafos.
El 9 de diciembre de 1887 se inauguró el ferrocarril. 
En diciembre de 1891 se construyó el panteón de San Vicente.
En 1900 se inauguró el tranvía. En este año también se abre una sucursal del Banco Nacional en esta ciudad.
El 5 de mayo de 1901 se estrenó en la plaza principal y en las calles adyacentes el alumbrado de gas acetileno.
En el siglo pasado la ciudad sufrió de fuertes inundaciones por el desborde del río Lerma, que tuvieron lugar en 1906, en 1912 y más tarde en 1954, 1958 y sobre todo en 1973.

## Demografía
Su población en el año 2020 según el INEGI fue de 106 490 habitantes, de los cuales 51 481 son hombres y 55 009 son mujeres; 48.4 %, hombres y 51.6 %, mujeres. Se ubica en el noveno lugar por población en el estado, aunque al formar parte de la Zona Metropolitana de Pénjamo-La Piedad suma 261 450 habitantes.

### Localidades
En el censo de 2020 el municipio de La Piedad contaba con 81 localidades.
| Código INEGI      | Localidad            | Población (2020) |
| ----------------- | -------------------- | ---------------- |
| 160690001         | La Piedad de Cabadas | 87 042           |
| 160690183         | Villas de las Lomas  | 4 164            |
| 160690031         | Río Grande           | 2 025            |
| 160690140         | Las Cañadas          | 1 972            |
| 160690016         | Los Guajes           | 1 528            |
| 160690037         | San Juan del Fuerte  | 1 414            |
| Otras localidades | Otras localidades    | 8 345            |
| Total municipal   | Total municipal      | 106 490          |

## Fiestas y tradiciones
- 20 de enero. Festividad en honor a La Fundación de la ciudad de San Sebastián de Aramutarillo.
- 1-2 de febrero. Fiesta patronal en honor de la Virgen de San Juan de los Lagos en el barrio de banquetes.
- 1 al 16 de julio. Fiesta religiosa en honor a Nuestra Señora del Carmen.
- 1 al 15 de agosto. Quincenario religioso en honor la Virgen María madre de Jesús, la segunda fiesta más importante de la región.
- 25 de septiembre al 4 de octubre. Fiesta religiosa en honor de san Francisco de Asís, en ella se realiza una de las tradiciones más representativas de la ciudad: los hachones.
- 8 de diciembre. Fiesta religiosa en honor a la Purísima Concepción, principal advocación de la iglesia.
- 9 de diciembre. Festividad en honor a San Juan Diego Cuauhtlatoatzin.
- 15 de diciembre al 11 de enero. Festividad del Señor de La Piedad.
- 25 de diciembre. Festividad principal en honor al Señor de La Piedad.

### Festivales
- Juegos Florales, Festival Organizado por La Secundaria Lic. Rafael Reyes (primera secundaria de la región, fundada en 1944) durante el mes de marzo.

- Festival Mundial de Danza, extensión La Piedad-Aramútaro, en el mes de marzo.

- ExpoPecuaria La Piedad, en el mes de octubre.

- Festival del Globo, extensión La Piedad, en el mes de noviembre.

## Educación
En el municipio se cuenta con los siguientes institutos de educación superior que ofrecen variadas carreras:
- Universidad del Valle de Atemajac Campus La Piedad
- Instituto Tecnológico de La Piedad
- Universidad de las Culturas
- Instituto Michoacano de Ciencias de la Educación (IMCED)
- Instituto de Capacitación a Trabajadores de Michoacán (ICATMI)
- Escuela de Iniciación Artística del INBA
- Universidad UNIVER La Piedad
- UMSNH Nodo La Piedad
- El Colegio de Michoacán
- Universidad de León La Piedad
- Universidad EDUCEM La Piedad
- Universidad Metropolitana de la Ciencia A.C. (Auxiliar de Enfermería)

## Economía
Entre sus actividades industriales destacan la manufactura de artículos deportivos, la fabricación de dulces de cajeta, una compañía que da mantenimiento y fabrica turbomecanismos, compañías farmacéuticas y empacadoras de embutidos.
Se tienen registradas 569 empresas en el municipio, lo que lo coloca entre los cinco municipios del estado con más empresas de acuerdo al sistema de información empresarial mexicano, solo después de Morelia, Uruapan y Zamora. También se realizan hermosos rebozos artesanales, por eso el nombre del equipo de fútbol es Reboceros de La Piedad.

## Política

### Presidentes municipales
- (1940 - 1941): Ezequiel Martínez Aguilar
- (1942): Dr. Rafael Aceves Alvarado
- (1943): Roberto Chavolla Bermúdez
- (1944): Miguel Camarena Pérez
- (1944 - 1945): Antonio Licea Luna
- (1946): Manuel Rodríguez Guillen
- (1946): Ángel Pichardo
- (1947): José Arroyo Domínguez
- (1948): José Reyes Rojas
- (1949 - 1950): José Villegas Hernández
- (1951): Luis Trillo Meza
- (1952): Carlos Ávila Escoto
- (1953): Luis Trillo Meza
- (1954): Carlos López Gallegos
- (1955): Ing. José García Castillo
- (1956): Agustín Belmonte Belmonte
- (1957 - 1958): Lic. Pedro Elorza Aguilar
- (1959): Ricardo Guerrero Celedón
- (1960 - 1961): Benjamín Torres Rojas
- (1962): José Villegas Hernández
- (1963 - 1964): Dr. Javier García Castillo
- (1965): Agustín Belmonte Munguía
- (1966 - 1968): José Luis Fernández Alba
- (1969 - 1971): Lic. Rodolfo Ramírez Trillo
- (1972 - 1974): Dr. Marco Antonio Aviña
- (1975 - 1976): Arq. Pablo Aguilera Navarro
- (1977): CP Julián Morales
- (1978 - 1980): Lic. José Vicente Aguilar Rizo
- (1981 - 1983): Guillermo Alvarado Magdaleno
- (1984 - 1986): Guillermo Rizo Hernández
- (1986): Profr. Rogelio Baltierra Flores
- (1987 - 1989): José Luis Fernández Alba
- (1990 - 1991): Eduardo Villaseñor Peña
- (1991 - 1992): Alipio Bribiesca Tafolla
- (1993 - 1995): José Adolfo Mena Rojas
- (1996 - 1998): Raúl García Castillo
- (1999 - 2001): Ramón Maya Morales
- (2002 - 2004): Jaime Mares Camarena
- (2005 - 2007): Arturo Torres Santos
- (2008 - 2011): Ricardo Guzmán Romero  †
- (2011): José Padilla Alfaro
- (2012 - 2015): Hugo Anaya Ávila
- (2015 - 2018): Ing. Juan Manuel Estrada Medina
- (2018 - 2021): Alejandro Espinoza Ávila
- (2021 - 2024): Samuel David Hidalgo Gallardo
- (2024-2027) Samuel David Hidalgo Gallardo

## Cultura

### Gastronomía
Alimentos: Carnitas de cerdo, manitas de cerdo en vinagre y doradas, caldo miche, aves en mole rojo, tacos suaves, tortaco, tacos chiqueados, tostadas de lomo, cecina. Además, se puede degustar el gaspacho y la famosa jícama con cebolla, queso y chile. 

### Artesanías
Rebozos de gran colorido, hechos en algodón y articiela, tejidos en telar de pedales y empalmado a mano, deshilados y arcos de ofrenda de flores naturales. Labrado de cantera, vidrio soplado, balones de fútbol de piel y vinil.
Arte
El municipio de La Piedad cuenta con artistas de gran talla en disciplinas como música, danza, literatura y declamación. Sus centros académicos principales son la Escuela de Artes Municipal, La Casa de la Cultura y La Academia de Arte y Transformación "Cuicacalli". Esta última ha destacado en la formación de cantantes con reconocimientos en contiendas estatales y nacionales; también destaca su núcleo de declamadores y escritores.

## Infraestructura

### Infraestructura deportiva
- Estadio Juan Nepomuceno López
- Unidad Deportiva Humberto Romero Pérez
- Unidad Deportiva Jesús Romero Flores
- Unidad Deportiva en Ciudad del Sol
- Unidad Deportiva Bicentenario
- Club Raqueta Sol

### Parques recreativos
- Parque Morelos
- Parque Lázaro Cárdenas
- Zoológico Antonio Zendejas
- Zona arqueológica de Zaragoza (Mesa de acuitzio)
- Cascada El Salto
- Bosque de las faldas del cerro Grande
- Parque Metropolitano (José María Cavadas)

### Comunicaciones terrestres
En el municipio cuenta con una terminal de autobuses. 
Se encuentra a:
- 42 km de Pénjamo, Guanajuato. (40 min)
- 89 km de Irapuato, Guanajuato. (1 h 30 min)
- 170 km de León, Guanajuato. (2 h 30 min)
- 35 km de Churintzio Michoacán. (40 min)
- 29 km de Ecuandureo (Michoacán) Michoacán. (30 min)
- 166 km de Morelia Michoacán. (1 h 40 min)
- 55 km de Zamora, Michoacán. (50 min)
- 178 km de Guadalajara, Jalisco. (2 h 40 min)
- 420 km de la CDMX.

### Comunicaciones aéreas
La Piedad esta conectada vía aérea por el aeródromo local a la salida a Numarán (Las Lomas).